# Hall Caine

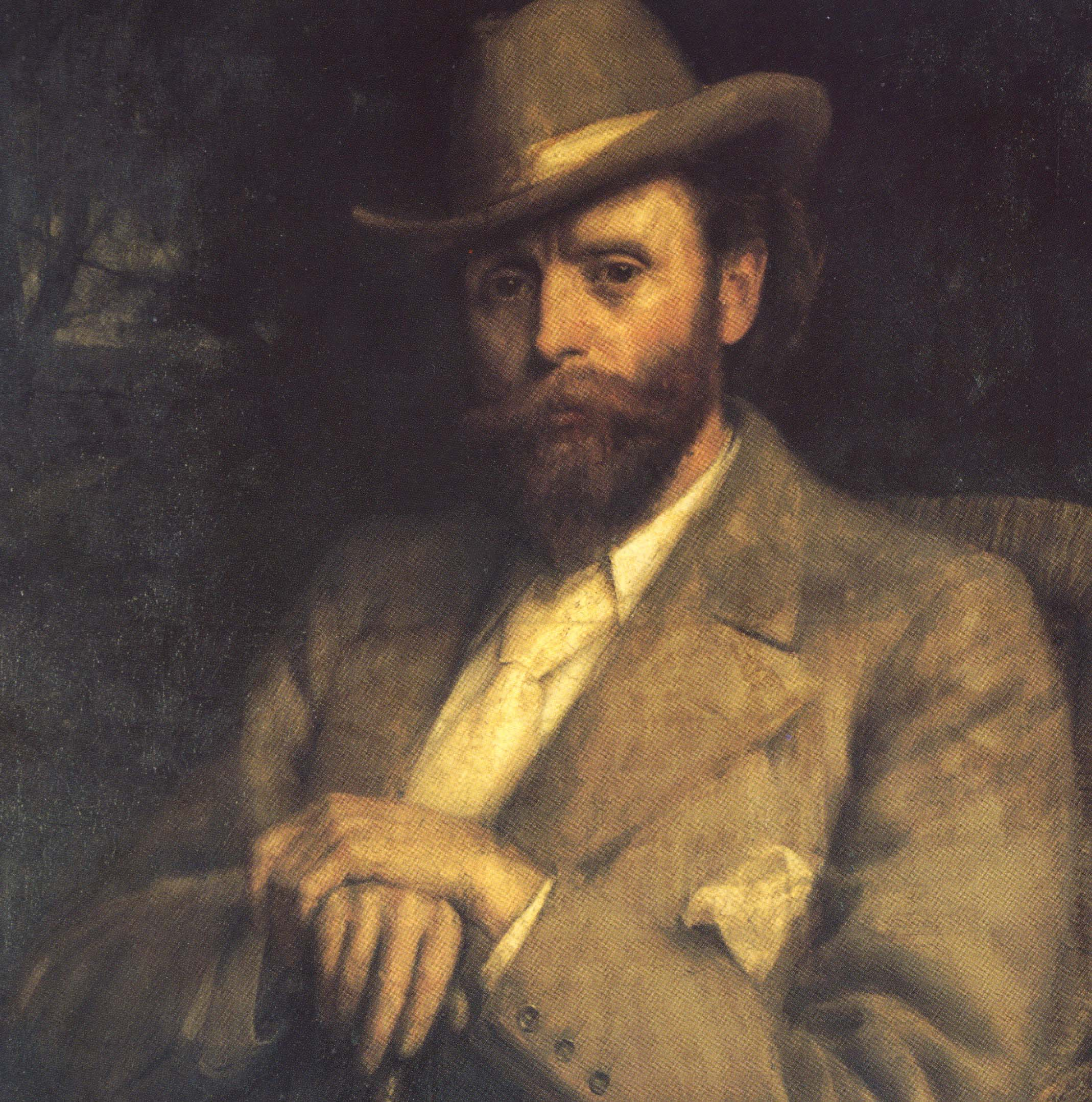
Henry Cane por R. E. Morrison

Sir Thomas Henry Hall Caine (Cheshire,1853-Ilha de Man,1931) foi um escritor britânico conhecido por seus romances populares que mesclam sentimentos e ímpeto moral tecidos com uma hábil criação de atmosfera e uma caracterização marcante.